# Sofía Amalia de Nassau-Siegen
Sofía Amalia de Nassau-Siegen (en alemán, Sophie Amalie von Nassau-Siegen; Güeldres, 10 de enero de 1650-Mitau, 25 de diciembre de 1688) fue una princesa alemana de la Casa de Orange-Nassau, hija de Enrique II de Nassau-Siegen y de su esposa, María Magdalena de Limburg-Stirum. Por matrimonio fue duquesa de Curlandia y Semigalia.

## Descendencia
El 5 de octubre de 1675 contrajo matrimonio con Federico Casimiro Kettler, futuro duque de Curlandia y Semigalia, con quien tuvo cinco hijos:
- Federico Guillermo (3 de abril de 1682-11 de febrero de 1711), duque de Curlandia y Semigalia.
- María Dorotea (2 de agosto de 1684-17 de enero de 1743), casada con el margrave Alberto Federico de Brandeburgo-Schwedt.
- Leonor Carlota (11 de junio de 1686-28 de julio de 1748), casada con el duque Ernesto Fernando de Brunswick-Luneburgo.
- Amalia Luisa (27 de julio de 1687-18 de enero de 1750), casada con Federico Guillermo Adolfo, príncipe de Nassau-Siegen.
- Cristina Sofía (15 de noviembre de 1688-22 de abril de 1694).

- Datos: Q4979691
- Multimedia: Sophia Amalia of Nassau-Siegen / Q4979691